# Ferdinando Nuzzi
Ferdinando Nuzzi (Orte, 10 settembre 1645 – Orvieto, 1º dicembre 1717) è stato un cardinale e arcivescovo cattolico italiano.

## Biografia
Nacque il 10 settembre 1645.
Papa Clemente XI lo elevò al rango di cardinale nel concistoro del 16 dicembre 1715.
Morì il 1º dicembre 1717 all'età di 72 anni.

## Genealogia episcopale
La genealogia episcopale è:
- Cardinale Scipione Rebiba
- Cardinale Giulio Antonio Santori
- Cardinale Girolamo Bernerio, O.P.
- Arcivescovo Galeazzo Sanvitale
- Cardinale Ludovico Ludovisi
- Cardinale Luigi Caetani
- Cardinale Ulderico Carpegna
- Cardinale Paluzzo Paluzzi Altieri degli Albertoni
- Cardinale Gaspare Carpegna
- Cardinale Fabrizio Paolucci
- Cardinale Ferdinando Nuzzi